# Reg Watson
Reginald James (Reg) Watson (Brisbane, 27 augustus 1926 – aldaar, 8 oktober 2019) was een Australisch televisieproducent, die vooral bekend was vanwege het bedenken van soaps.

## Carrière
Op zestienjarige leeftijd begon Watson zijn carrière als acteur op de Australische radio. In 1955 besloot hij zijn geboorteland te verruilen voor Engeland. Nog geen jaar later lanceerde hij samen met Ned Sherrin en Noele Gordon Associated TeleVision (ATV), een Britse televisiemaatschappij. Hij kreeg de functie als Hoofd Licht Entertainment. In deze functie ontwikkelde hij vele programma's voor het station, waaronder de dagelijkse show Lunchbox. Het programma liep van 1956 en 1964. In 1958 accepteerde hij een aanbod om mee te werken aan de eerste Britse soapserie.. Het zou nog tot 1964 duren voordat Crossroads op de televisie te zien was. Op dat moment werd Coronation Street al vier jaar uitgezonden. Nadat hij tien jaar de serie produceerde, in samenwerking met bedenkers Hazel Adair & Peter Ling, vertrok hij in 1973 terug naar zijn geboorteland.
Terug in Australië startte hij zijn eigen bedrijf onder de naam Reg Grundy Productions. Zijn bedrijf ontwikkelde en produceerde successeries als The Young Doctors, Sons and Daughters en The Restless Years. Op basis van deze producties werden internationaal diverse remakes gemaakt. The Restless Years was het begin van de Nederlandse soapserie Goede tijden, slechte tijden en de Duitse soapserie Gute Zeiten, Schlechte Zeiten. Zowel GTST als GZSZ zijn al vroeg afgeweken van het oorspronkelijke script. 
Met Sons and Daughters had Watson veel succes. Voor Seven Network ontwikkelde hij in 1985 de serie Neighbours. Neighbours leek na één seizoen al een stille dood te zullen sterven. De kijkcijfers waren laag en de zender bestelde geen tweede seizoen. Watson benaderde Network 10, waar de serie uitgroeide tot de langstlopende soapserie van Australië.
Reg Watson overleed in 2019 op 93-jarige leeftijd.